# Gaukværøya
Gaukværøya ist eine kleine, heute unbewohnte Insel im Norden Norwegens. Sie liegt im äußersten Westen der Region Vesterålen, etwa 4 km südwestlich vor der Küste der Hauptinsel Langøya, ist Teil der Gemeinde Bø und liegt in der Provinz (Fylke) Nordland.
Im Süden der rund 1,2 km² großen Insel befindet sich mit dem 273 m hohen Berg Skjerdingstadstinden deren höchste Erhebung. Etwa in der Mitte der Insel erhebt sich der Naklingstinden noch 189 m hoch, und nördlich davon fällt die Topografie flacher aus. Heute ist die Insel unbewohnt, doch bis Mitte des 20. Jahrhunderts lebten Menschen auf ihr. Der Beginn der Besiedlung Gaukværøyas lässt sich nicht genau nachvollziehen, in alten kirchlichen Schriften findet Gaukværøya jedoch im Jahr 1450 als Besitz des Bischofs von Nidaros Erwähnung, war also mindestens ab dieser Zeit bereits bewohnt. Nahe der Fischfanggründe vor der Küste von Lofoten und Vesterålen lebten Fischer und deren Familien in den vier Siedlungen der Insel. Diese waren die Hauptsiedlung Skjerdingstad im Südwesten, Vågen im Westen, Nakling mit dem Haupthafen der Insel in der Bucht Naklingvågen im Nordwesten und Været im Nordosten, wo sich auch die Kirche der Insel befand. Die Bewohner betrieben in geringem Umfang auch Viehzucht und, vorwiegend im flacheren Bereich im Norden der Insel, auch etwas Ackerbau. Beides spielte neben der Fischerei aber nur eine untergeordnete Rolle.
Um 1910 lebten etwa 130 Menschen auf Gaukværøya und weitere rund 70 Menschen in Tarvågen auf der nur 550 m entfernten südlichen Nachbarinsel Litløya. Nach dem Zweiten Weltkrieg begann ab 1946 die Räumung beider Inseln, wie auch die vieler anderer entlegenen Siedlungen in der Region. Die Bewohner zogen auf das Festland der Hauptinsel Langøya, wo es inzwischen neuere Errungenschaften wie Strom, fließendes Wasser und weitere Dinge des modernen Lebens gab, die aufgrund der abgeschiedenen Lage nicht bis auf die kleinen Inseln vorgedrungen waren. Im Jahr 1951 wurden die Schule und der Fischmarkt als letzte verbliebene Einrichtungen auf Gaukværøya geschlossen, und 1953 schließlich verließen die letzten Bewohner die Insel. Von den früheren Siedlungen auf Gaukværøya findet man heute nur noch die Fundamente der Häuser sowie aus Stein und Beton gebaute Kaianlagen. Beim Wegzug der Bewohner wurden die Häuser überwiegend abgebaut und als Baumaterial für neue Häuser mitgenommen.

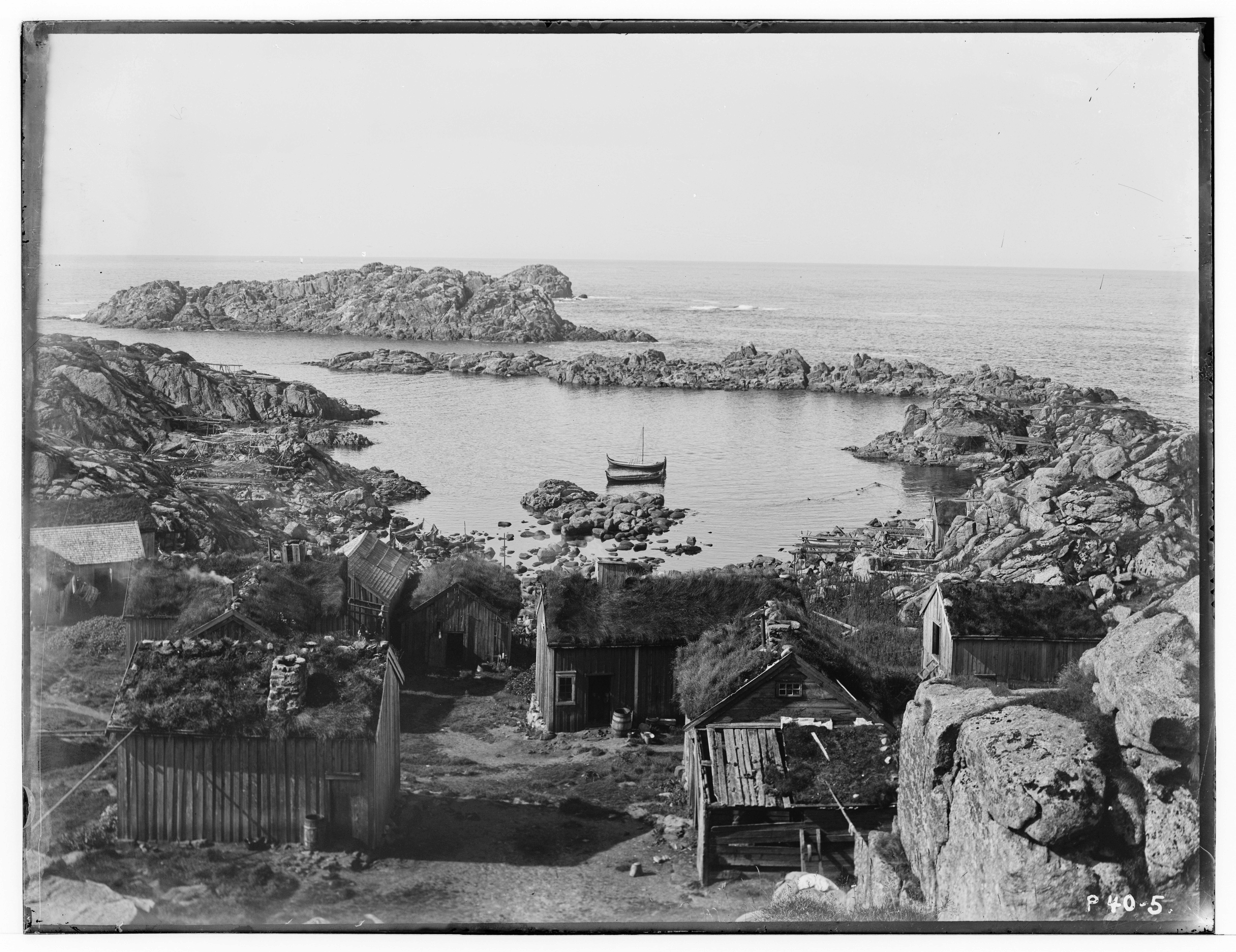
Skjerdingstad um 1900
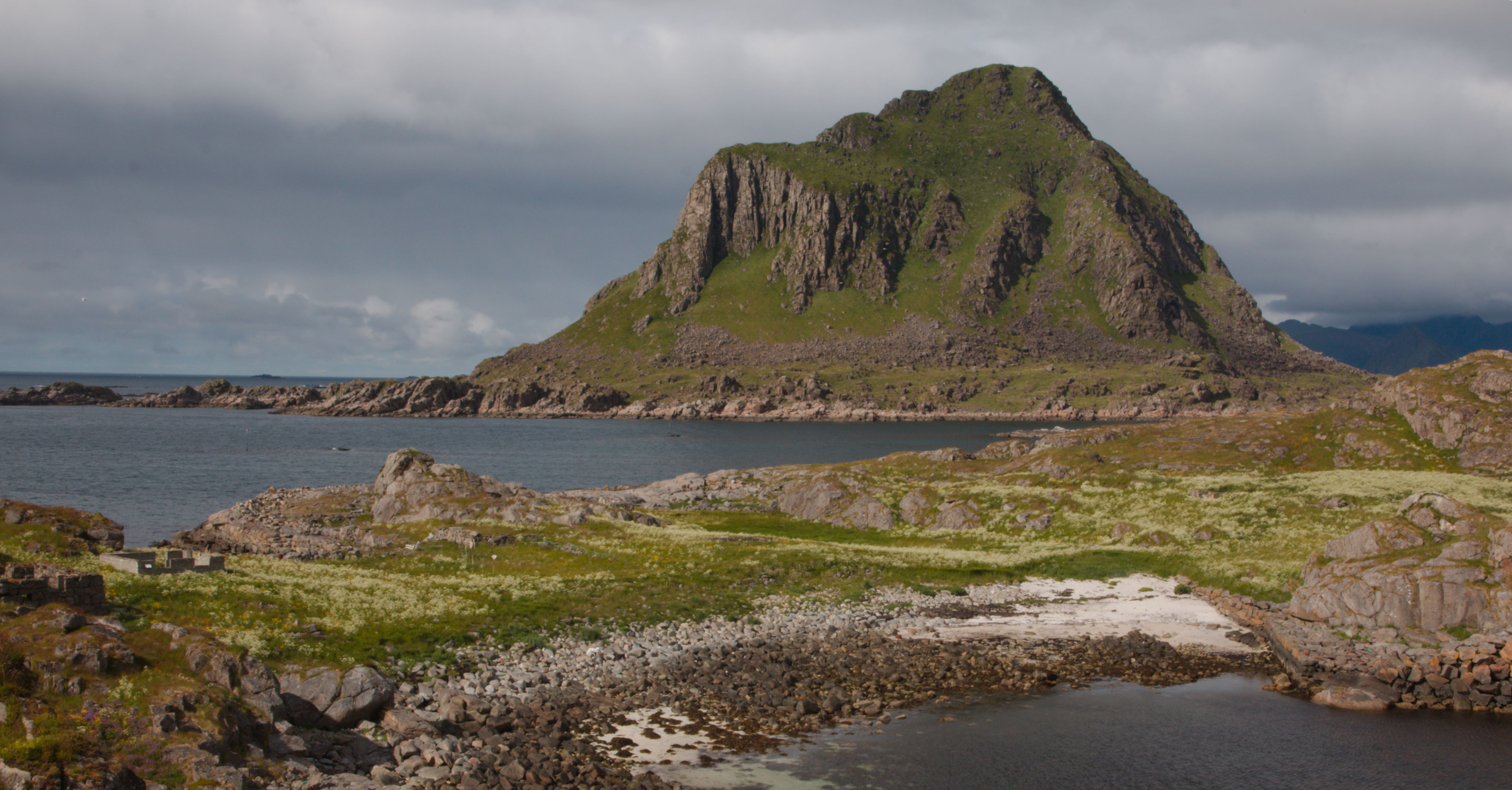
Blick auf Gaukværøya von der südlich davon gelegenen Insel Litløya
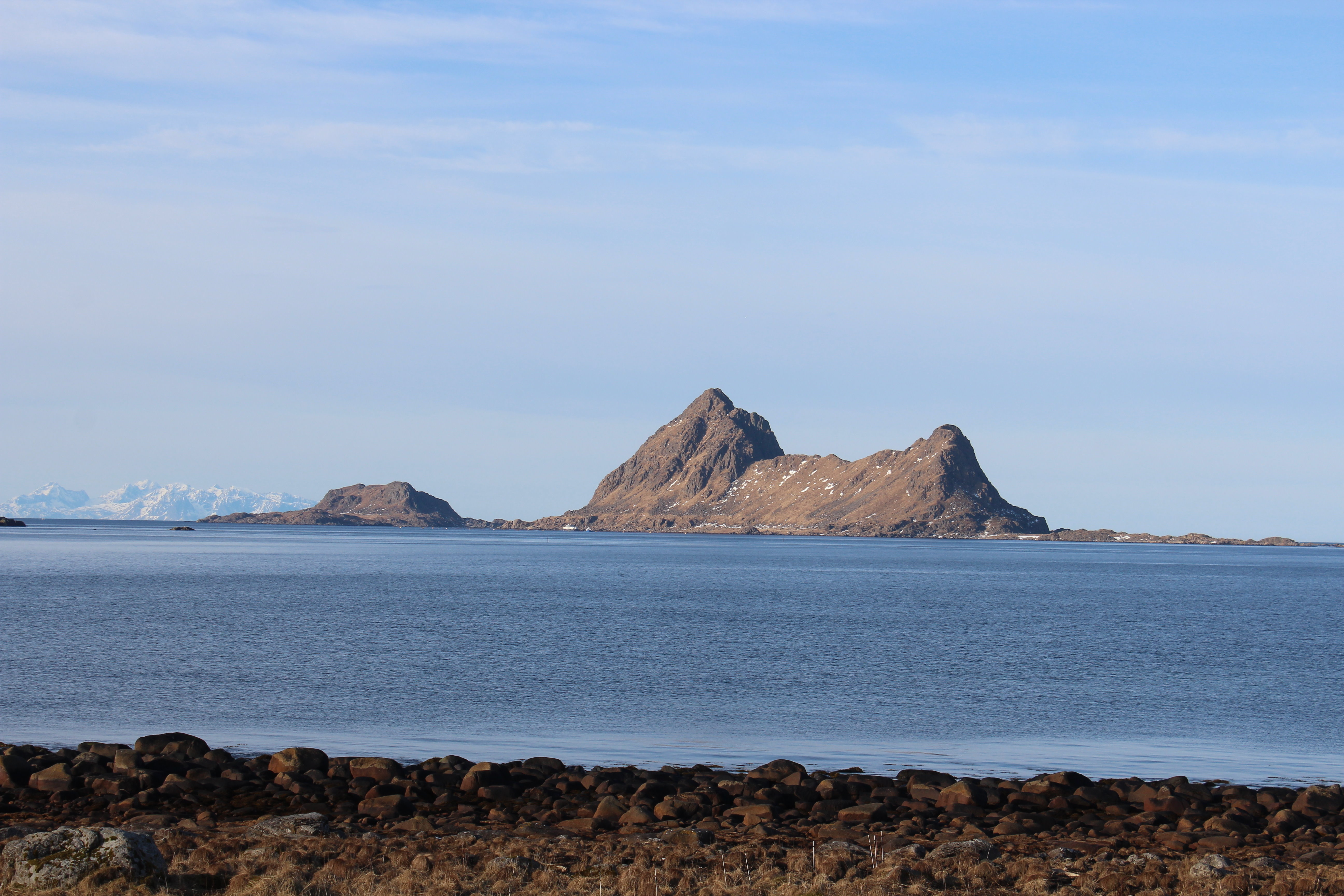
Blick auf Gaukværøya von Gimstad aus